# 鱼允大
鱼允大（韓語：어윤대，1945年5月22日—）韩国KB金融控股公司会长。
前高丽大学校长。

## 生平
庆尚南道镇海出身，京畿高中和高丽大学经营系毕业，1969年在高丽大学研究生院攻读经营学硕士，1973年取得亚洲经营研究院经营学硕士学位，1978年在美国密歇根大学攻读经营学博士学位。1979年，被高丽大学经营学院聘为教授，除此之外还担任过贸易系主任(1982年~ 1986年)、经营大学教授学科长(1986年至1989年)、教务处长(1991年至1993年)、企业经营研究所所长(1993年~ 1997年)、经营大学院院长(1996年~ 1998年)等高丽大学重要职务。
历任韩国国际经营学会会长、韩国外交通商部外交政策咨询委员会委员、韩国金融学会会长、金融发展审议委员会委员、韩国经营学会会长等职务，在2003年2月至2006年12月担任高丽大学校长。2010年7月担任KB金融控股公司会长。

## 履历
- 1976年至1978年:美国密歇根大学研究员
- 1982年至1987年:美国夏威夷大学特邀教授
- 1985年3月至1986年2月:日本亚洲经济研究所客座研究员
- 1989年:加拿大不列颠哥伦比亚大学客座教授
- 1990年12月至1991年2月:日本东京大学经济学院客座研究员
- 1992年至1993年:韩国银行金融货币运营委员会委员
- 1995年至1996年:韩国金融学会会长
- 1996年至1999年:韩国租税研究院非常任理事
- 1999年至2000年:国际金融中心首任所长
- 2002年:韩国经营学会会长
- 2001年至2003年:公共资金管理委员会委员长(部长级)。
- 2003年至2005年:教育人力资源部政策咨询委员会委员长
- 2003年至2006年:高丽大学校长(第15任)
- 2005年至2006年:国民经济咨询会议副议长
- 2006年至2008年:信息通讯部未来战略委员会共同委员长
- 2007年至2008年:韩美FTA国内对策共同委员长[1]
- 2008年至2010年:韩国投资公社运营委员会委员长
- 2008年至2010年:国家品牌委员会委员长
- 2010年7月至目前kb金融控股公司会长:
- 高丽大学经营大学经营学系教授(现任)

### 社外理事经历（1996年至1997年）:韩国产业银行的社外理事
- 1998年至1999年:第一银行社外理事
- 1998年至2002年:现代商社社外理事
- 1999年至2003年:CJ家庭购物公司社外理事